# Okres Dąbrowa
Okres Dąbrowa (polsky Powiat dąbrowski) je okres v polském Malopolském vojvodství. Rozlohu má 530 km² a v roce 2020 zde žilo 58 977 obyvatel. Sídlem správy okresu je město Dąbrowa Tarnowska.

## Gminy
Městsko-vesnické:
- Dąbrowa Tarnowska
- Szczucin

Vesnické:
- Bolesław
- Gręboszów
- Mędrzechów
- Olesno
- Radgoszcz

## Města
- Dąbrowa Tarnowska
- Szczucin

## Sousední okresy
| Růžice kompasu |            | Busko         | Staszów | Růžice kompasu |
| Růžice kompasu | Kazimierza | Sever         | Mielec  | Růžice kompasu |
| Růžice kompasu | Kazimierza | Okres Dąbrowa | Mielec  | Růžice kompasu |
| Růžice kompasu | Kazimierza | Jih           | Mielec  | Růžice kompasu |
| Růžice kompasu |            | Tarnów        | Dębica  | Růžice kompasu |